# Gdańsk Olszynka
Gdańsk Olszynka – kolejowa stacja towarowa w Gdańsku, na linii kolejowej nr 226. Stacja znajduje się w dzielnicy Olszynka w południowej części Gdańska, pomiędzy Motławą a Wisłą. Do stacji można dojechać autobusem linii 178.

## Linia kolejowa
Przez Gdańsk Olszynkę przechodzi linia kolejowa nr 226, łącząca Pruszcz Gdański z Portem Północnym w Gdańsku. Linia jest linią typowo towarową, dwutorową, zelektryfikowaną, normalnotorową. Odgałęzia się tu także zelektryfikowana bocznica Lotos Kolej, rozpoczynająca się ukresem rozjazdu nr 36 w torze stacyjnym nr 7. Prędkość na łącznicy wynosi 40 km/h. Przez stacje przejeżdżają pociągi towarowe, zarówno PKP Cargo jak i prywatnych przewoźników.

## Infrastruktura

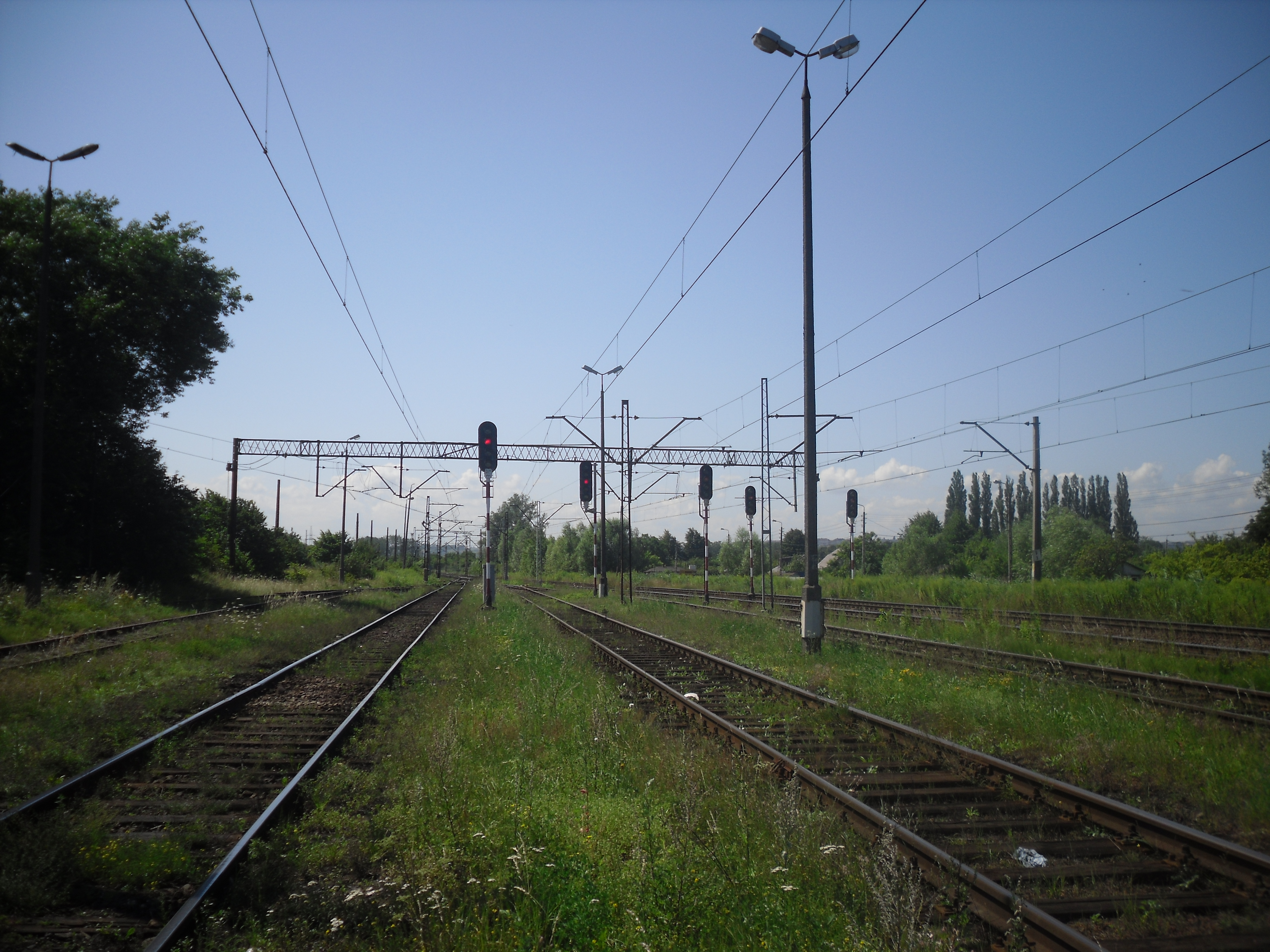
Semafory na stacji Gdańsk Olszynka

Na stacji ruch sterowany jest za pomocą semaforów świetlnych. Na stacji znajduje się nastawnia oraz kładka dla pieszych.